# Thomasomys hudsoni
Thomasomys hudsoni is een zoogdier uit de familie van de Cricetidae. De wetenschappelijke naam van de soort werd voor het eerst geldig gepubliceerd door Anthony in 1923.

## Voorkomen
De soort komt voor in Ecuador.